# Marienkapelle (Hinterstein)

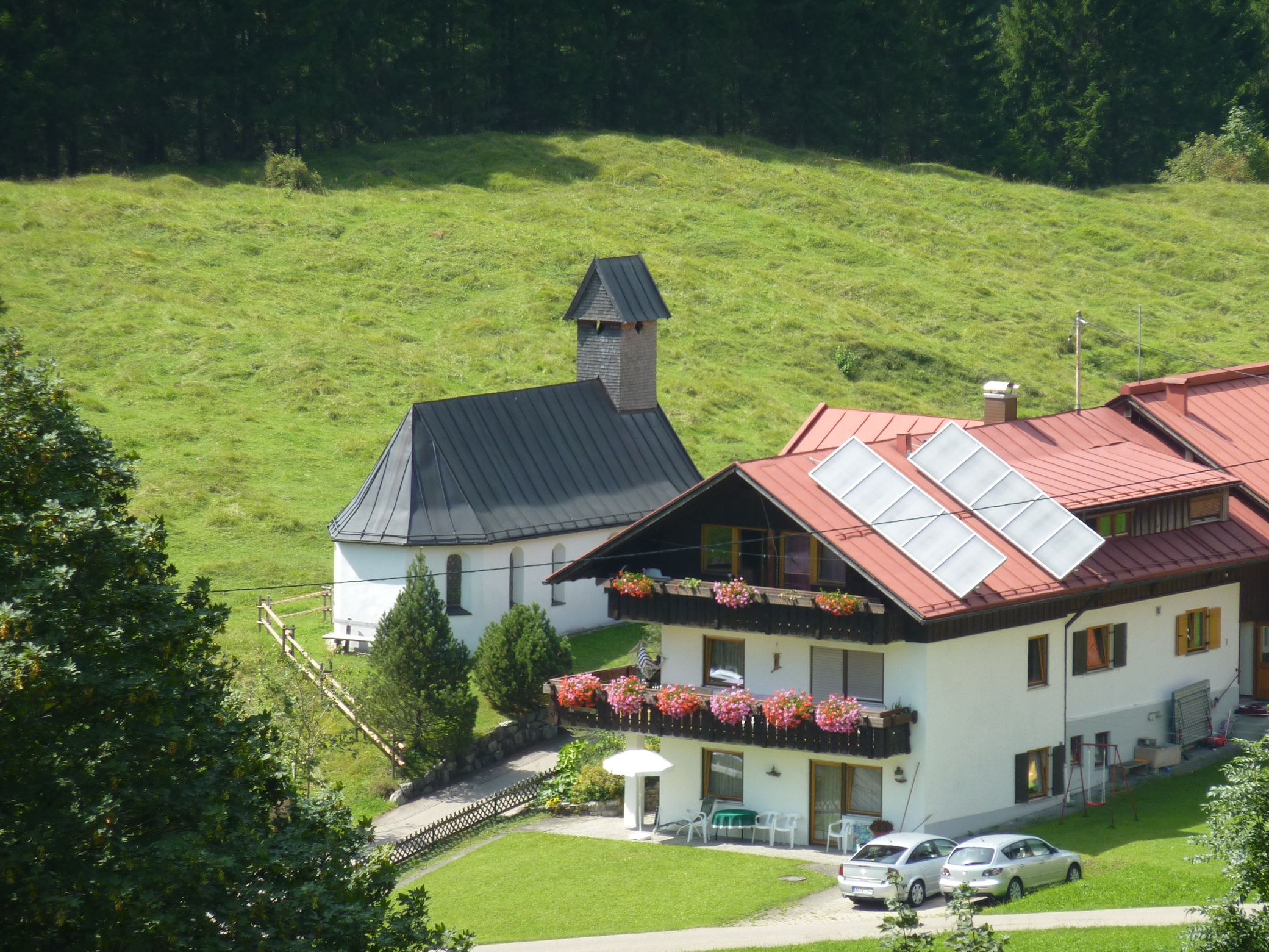
Blick auf die Marienkapelle in Hinterstein

Die Marienkapelle ist ein Bauwerk aus dem ausgehenden 18. Jahrhundert im Vorderdorf von Hinterstein.

## Beschreibung
Die Kapelle wurde laut der Jahreszahl im Türsturz über dem Eingang im Jahr 1799 errichtet. Sie ist aus Bruchsteinen gemauert und verputzt sowie mit einem Satteldach versehen. Ursprünglich war sie um eine Fensterachse kürzer als im heutigen Zustand. Sie besitzt einen verschindelten quadratischen Dachreiter und einen Chor mit dreiseitigem Schluss.
Die Glocke stammt aus dem Jahr 1730 und wurde in Kempten von Johannes Schirmeister gegossen.
Das Schiff ist mit einer flachen Putzdecke versehen. Im Chor befindet sich ein spätbarocker Altar aus der Werkstatt Melchior Eberhards in Hindelang, der das Datum 1749 trägt. Die Volutenschwünge an den Seiten tragen Figuren des heiligen Joachim und der heiligen Anna mit Maria. Im Auszug zwischen den Voluten sind Gottvater und die Taube, die den Heiligen Geist symbolisiert, sowie seitlich ein Engel zu sehen; an der Predella befindet sich eine Reliefdarstellung von Seelen im Fegefeuer. Die Muttergottes ist von Puttenköpfen umgeben.
An der Südwand hängt ein Kruzifix, an der Nordwand des Chores eine spätbarocke Figur des heiligen Franz Xaver aus dem Jahr 1740, die von Melchior Eberhard stammt.
Die Wände des Schiffs sind mit klassizistischen Kreuzwegstationen geschmückt, die aus der Zeit um 1800 stammen. Sie wurden mit Ölfarbe auf Holztafeln gemalt und stammen wahrscheinlich von Ignatius Scholl. Als 15. Station ist die heilige Helena in den Kanon aufgenommen.
Unter den Votivbildern befindet sich eine Darstellung der heiligen Familie auf der Flucht nach Ägypten, die 1797 von Martin Fröhlich aus Buchloe gemalt wurde. Ein weiteres Bild zeigt auch die Stifterfamilie der Kapelle.

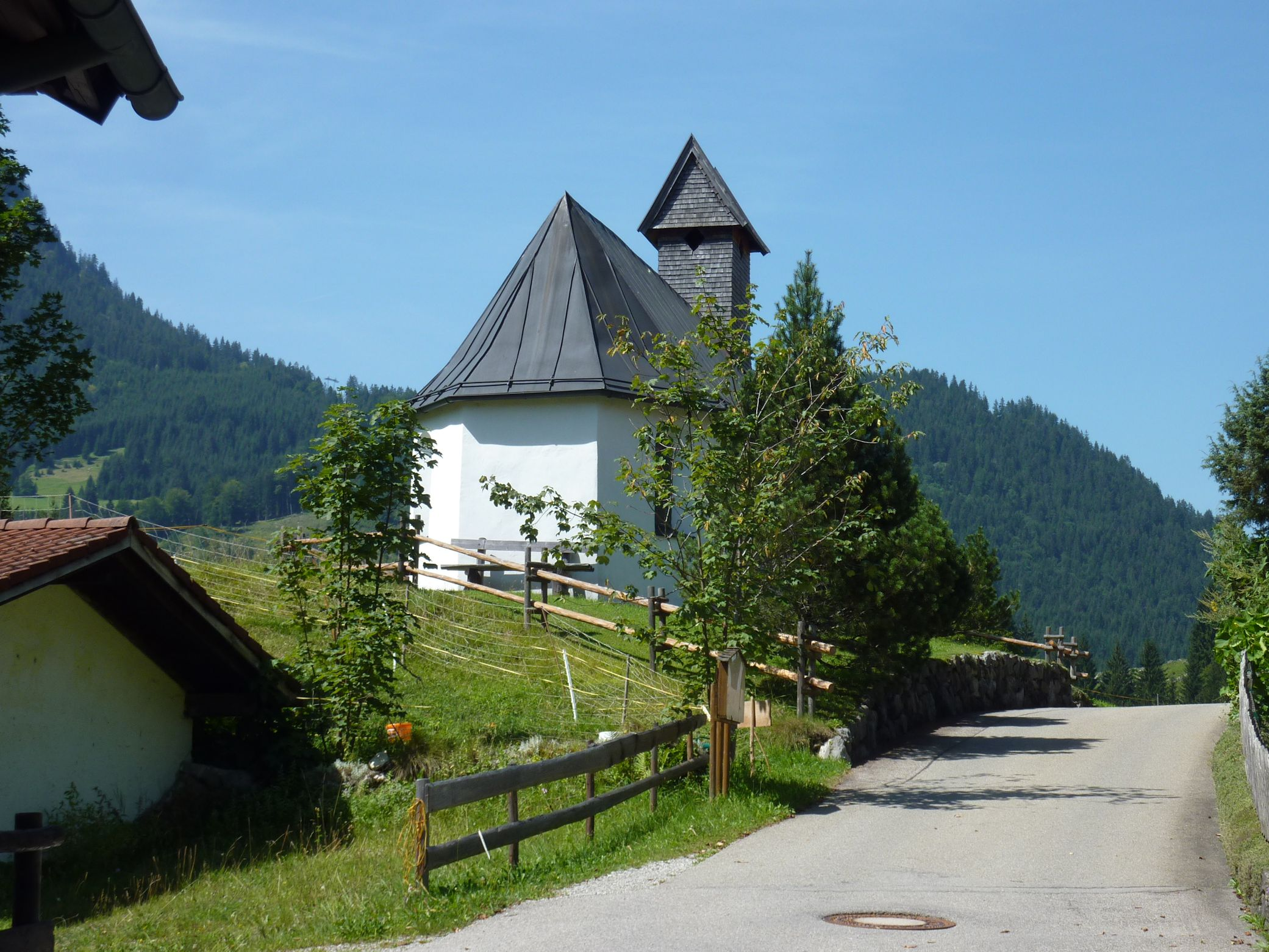
Chorseite
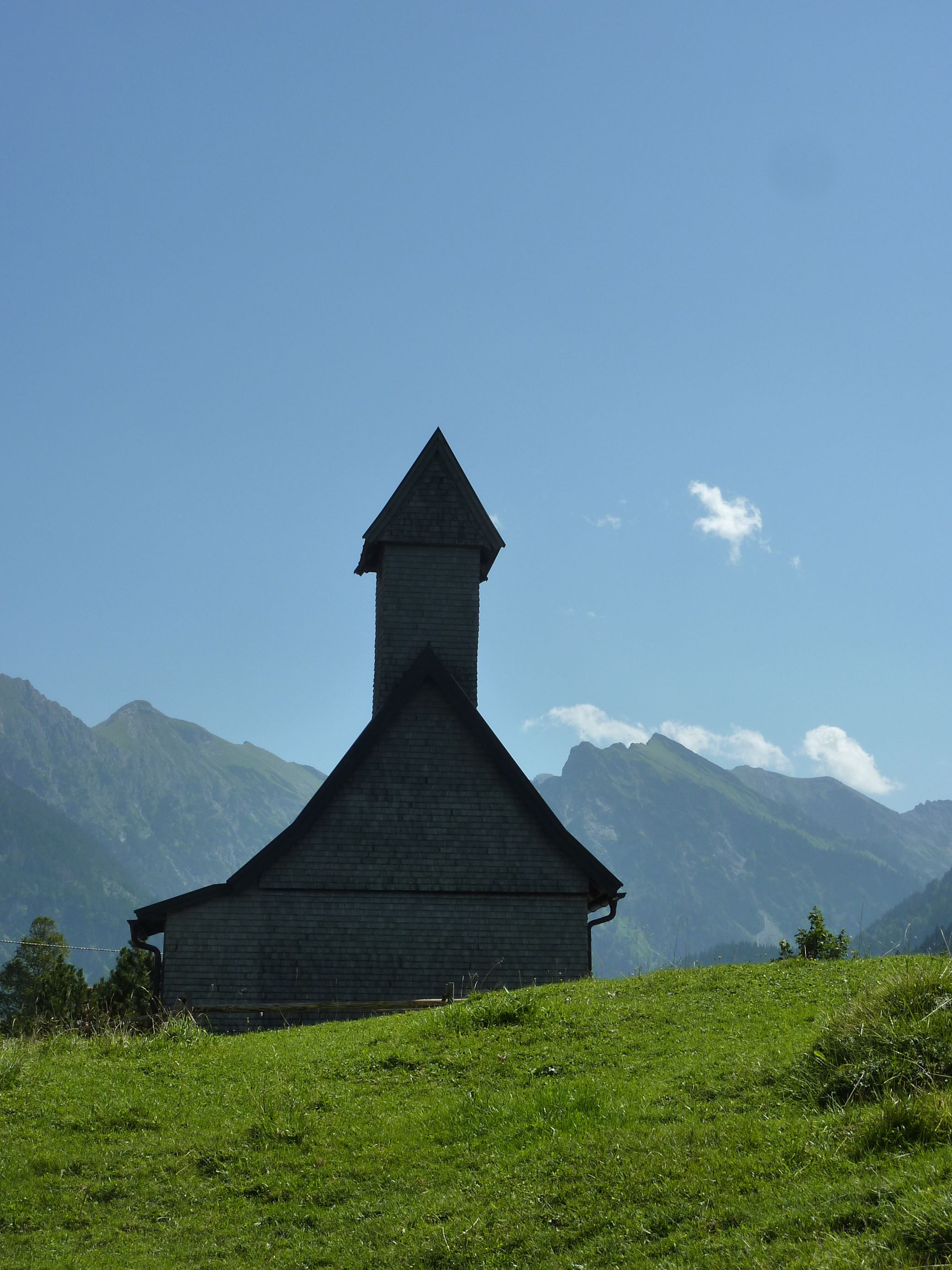
Westseite
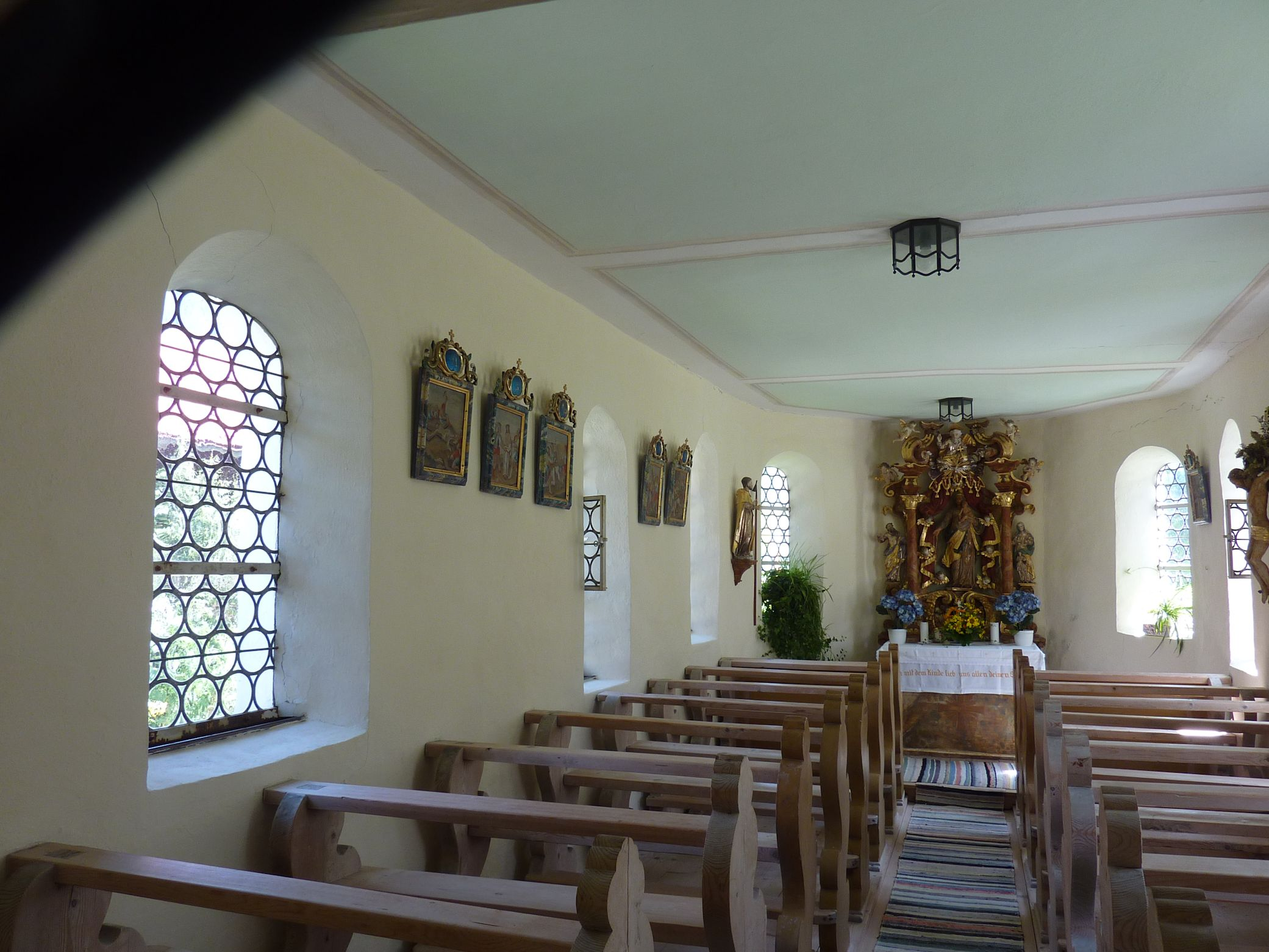
Innenraum
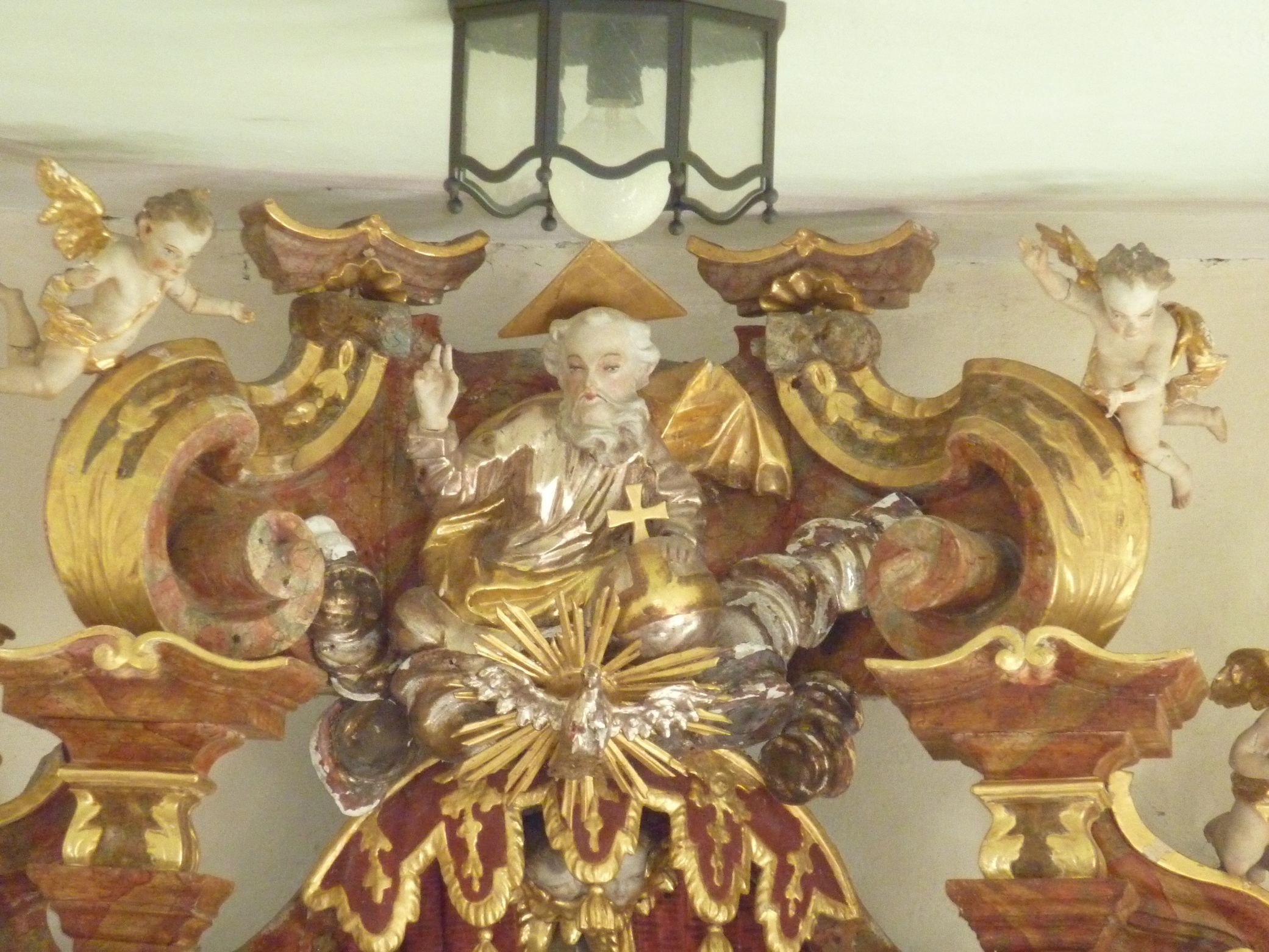
Detail des Altars
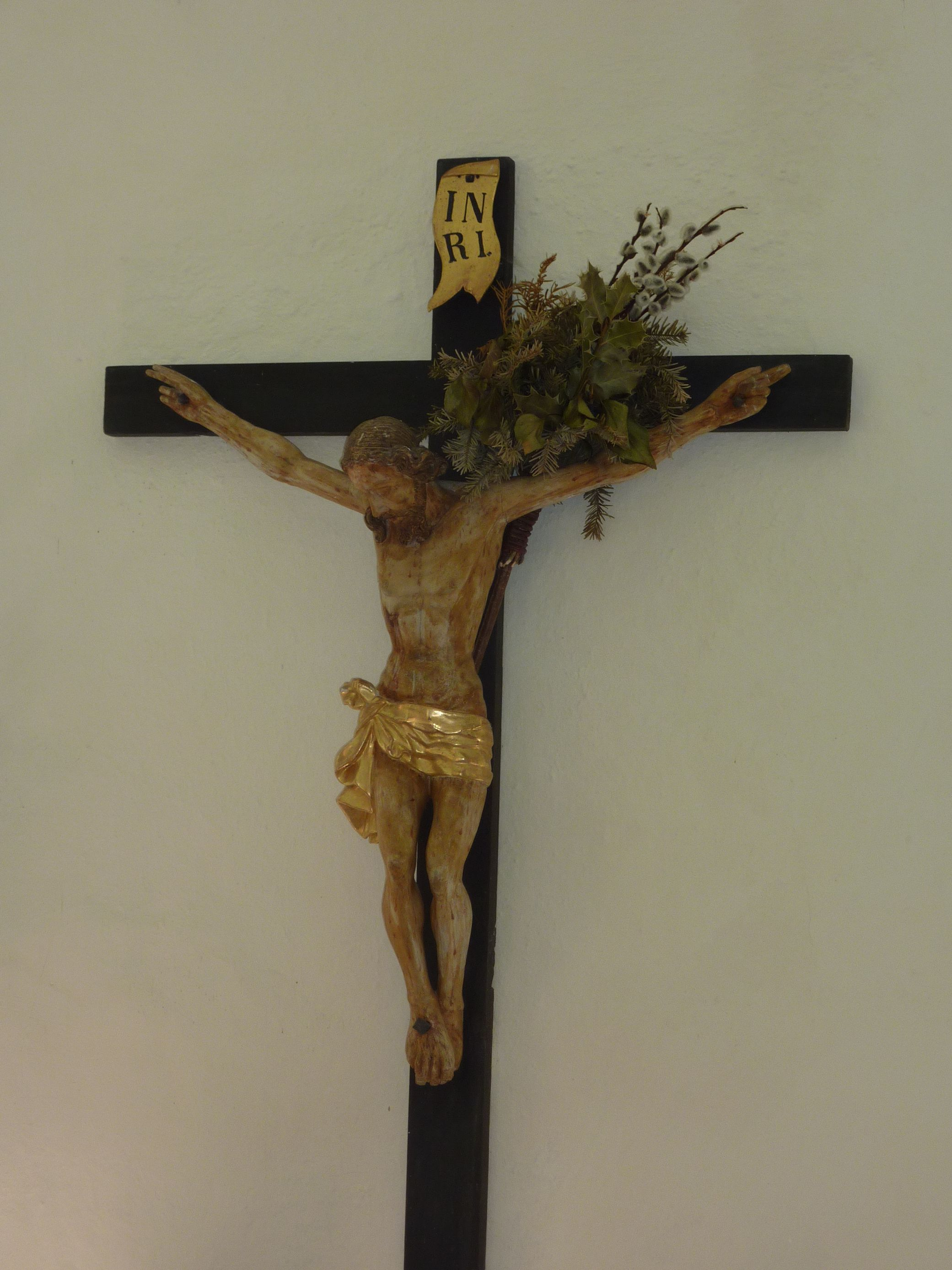
Kruzifix